# Valérie Tribord
 (avril 2024).
Si vous disposez d'ouvrages ou d'articles de référence ou si vous connaissez des sites web de qualité traitant du thème abordé ici, merci de compléter l'article en donnant les références utiles à sa vérifiabilité et en les liant à la section « Notes et références ».
 (avril 2024).
 (avril 2024).
Il peut être nécessaire de l'améliorer pour respecter le principe de neutralité de point de vue. 

 (avril 2024).
Valérie Tribord, née le 9 juillet 1971 à Cayenne (Guyane française), est une auteure compositrice interprète guyanaise. Accompagnée de sa sœur Marie-Paule Tribord, elles deviennent les choristes d'artistes mondialement connus comme Bob Sinclar, Cesaria Evora, ou encore Alpha Blondy. 
En 2022, elle passe sur le devant de la scène en sortant son premier album “Mon Voyage” sur lequel on la retrouve avec sa sœur Marie-Paule Tribord, Claudy Siar, Ariel Sheney et Jean-Michel Rotin.

## Biographie
Valérie Tribord est née dans la ville de Cayenne en Guyane française. Elle a grandi en Guyane aux côtés de sa sœur aînée Marie-Paule Tribord. Elle y restera de son enfance à son adolescence, de la maternelle au lycée. Une fois son bac en poche, elle quitte la Guyane pour l’Hexagone afin de poursuivre ses études universitaires. Elle connaît des influences musicales plutôt larges et éclectiques, de la soul au jazz en passant par le zouk, la mazurka, le reggae ou encore la musique classique.

## 1982 -1994: Jeunesse et débuts
En 1982, Valérie prend ses premiers cours de piano. Deux ans plus tard, dans le cadre d’une évaluation, son professeur de musique dénote un potentiel. Il l’invite à intégrer sa chorale : la chorale Henry et Marie. 
En 1986, à l’occasion d’un concert donné par le groupe mythique Kassav', Valérie interprète le titre “Eva” aux côtés du chanteur du groupe Patrick Saint-Éloi. Cet évènement va lui permettre de se faire remarquer et de devenir la chanteuse lead des Blue Birds, groupe mythique de la Guyane, s’en suivra une carrière de choriste pour de nombreux artistes guyanais dont Viviane Émigré, Joseph Mondésir et beaucoup d'autres…. 
Elle prend la décision de quitter la Guyane en 1989 pour l’hexagone dans le but d’y poursuivre ses études. Quatre ans plus tard, en 1993 Valérie décide de faire de sa passion son métier en devenant chanteuse. Elle commence à sillonner de nombreux studios parisiens aux côtés de sa sœur Marie-Paule. Dès lors, elles deviendront des choristes incontournables. 

## 1993-1997: Les premières collaborations
En 1993, Valérie et sa sœur Marie-Paule Tribord collaborent avec Serge Mathurin, artiste guyanais avec qui elles sortiront l’album : Serge Mathurin & Total Voices. 
Au détour d’un voyage professionnel en Guadeloupe survenu en 1995, sur l’invitation du producteur Servais Liso, elle rencontre Frédéric Caracas, il la sollicite en tant que choriste sur la réalisation de nombreux albums. Par le biais de cette rencontre, elle se retrouve à collaborer avec des artistes tels que Gilles Floro, le groupe Géants, Philippe Dilo entre autres.
En 1997, elle fait la découverte du continent africain en accompagnant Oliver N’Goma au cours de sa tournée afro-caribéenne. 
L’année 1997 représente un tournant dans la carrière de l’artiste, dû à l’élargissement de son espace sonore, le label Lusafrica dont le producteur est José Da Silva, lui permet de rencontrer la diva aux pieds nus Cesaria Evora. Elle accompagne la chanteuse sur des scènes internationales , dans de nombreux festivals et sur dix ans de sa discographie.

## 1993 - 2022: Choriste
Pendant près de 30 ans ,Valérie Tribord accompagne toute une pléiade d’artistes de renom : Jocelyne Labylle, Perle Lama, Sonia Dersion, Thierry Cham, Tonton David, Princesse Lover, Jacques D'Arbaud, Willy Salzedo, Éric Virgal, Melgroove, Leila Chicot, Matebis, Harry Diboula, Jacob Desvarieux, Faudel, Baco, Gordon Henderson, Sylviane Cedia, Teofilo Chantre, Jean-Claude Naimro, Boney M, Tiken Jah Fakoly, Taïro, Salome de Bahia, Fantcha, Gabriela Mendes, Lura, Lorie, Mariana Ramos et Nesly pour ne citer qu’eux.
En compagnie de sa sœur Marie-Paule Tribord,  on les retrouve aux côtés du légendaire Alpha Blondy sur de nombreuses tournées ainsi que sa discographie.
Sa versatilité lui a permis de prêter sa voix à des artistes tels que Bernard Lavilliers ou encore le célèbre DJ français Bob Sinclar avec qui elle connaît une longue collaboration. De nombreux classiques comme “World, Hold On” émanent de cette collaboration.

## Depuis 2015: Carrière Solo
En 2015, Valérie Tribord sort son premier EP de quatre titres. Elle marque le début de sa carrière solo.
Aujourd’hui, forte de toutes ces expériences, Valérie a sorti son premier album solo “Mon Voyage”, avec comme single “Hello Sunshine”, qui passe plus de huit semaines en tête des charts en Guyane. Sa richesse de langage lui permet de toucher une audience internationale avec des paroles tantôt en français, en portugais et en créole. 
Valérie Tribord se révèle avec des talents d’interprétations multiples, un charisme indéniable accompagné d’un bel univers musical interprété dans diverses langues avec de belles collaborations d’artistes. 

## Discographie

### Albums studio
- 2022 : Valérie Tribord : Mon Voyage

### Clips vidéo
- 2015 : Valérie Tribord - Call Me Up
- 2018 : Valérie Tribord - Médité
- 2021 : Valérie Tribord - Hello Sunshine
- 2021 : Valérie Tribord feat Marie-Paule Tribord - Briga Briga
- 2021 : Valérie Tribord feat Jean-Michel Rotin - On a envie
- 2022 : Valérie Tribord feat Ariel Sheney & Claudy Siar - Replay
- 2022 : Valérie Tribord - Parce que c’est toi
- 2023 : Valérie Tribord - Chanjé
- 2023 : Valérie Tribord - Bèl Ti Poupé

## Liste des distinctions
- 1993 : Prix de la soirée Prestige II de la culture guyanaise
- 2023 : LINDOR de la meilleure chanson "Hello Sunshine"
- 2023 : LINDOR du meilleur clip "Hello Sunshine"
- 2023 : LINDOR commémoratif pour les 30 ans de carrière